# Du poil sous les roses
Pour plus de détails, voir Fiche technique et Distribution.
Du poil sous les roses est un film franco-luxembourgeois réalisé par Jean-Julien Chervier et Agnès Obadia, sorti en 2000.

## Synopsis
A quatorze ans, l'amour et le sexe intriguent.
Entre les fantasmes, les phobies, les incertitudes et les croyances, comment réagir ?
Roudoudou, qui est très amoureuse, rêve d'avoir une poitrine imposante comme celle de sa mère, mais cela ne marche qu'à moitié. Romain et Francis, quant à eux, sont persuadés que leurs mères sont homosexuelles et qu'il leur faudrait coucher avec elles pour les sauver. Mais comme rien ne marche, Roudoudou et Romain décident d'essayer ensemble !

## Fiche technique
- Titre : Du poil sous les roses
- Réalisation : Jean-Julien Chervier et Agnès Obadia
- Scénario : Jean-Julien Chervier et Agnès Obadia
- Photographie : Marie Spencer
- Décors : Nicolas Derieux
- Costumes : Bethsabée Dreyfus
- Son : Pascal Ribier
- Musique : Nicolas Subréchicot
- Montage : Nathalie Langlade, Amine Mestari et Raphaëlle Urtin
- Production : Magouric Productions - Samsa Film - Procirep - Fonds national de soutien à la production audiovisuelle du Luxembourg
- Pays d'origine :  France -  Luxembourg
- Format : couleur - 35 mm
- Durée : 85 minutes
- Date de sortie : France, 1er novembre 2000

## Distribution
- Julie Durand : Roudoudou
- Alexis Roucout : Romain
- Alice Houri : Lila
- Jean-Baptiste Pénigault : Francis
- Marina Tomé : Jeanne, la mère de Roudoudou
- Nicolas Duvauchelle : Jojo, le frère de Roudoudou
- Agnès Obadia : Dominique, la mère de Romain
- Rosette : Sylviane, la mère de Francis